# Траоре, Бени Адама
Бени́ Адама́ Траоре́ (фр. Bénie Adama Traoré; родился 22 ноября 2002, Кот-д’Ивуар) — ивуарийский футболист, нападающий швейцарского клуба «Базель».

## Футбольная карьера
Бени — уроженец Кот-д’Ивуара, воспитанник команды АСЕК «Мимозас». В январе 2021 года подписал контракт со шведским клубом «Хеккен» до конца 2024 года. Дебютировал за шведский клуб 21 февраля 2021 года в поединке Кубка Швеции против «Далкурда». Появился на поле в стартовом составе и был заменён после перерыва.
11 апреля 2021 года дебютировал в шведском чемпионате в поединке первого тура сезона 2021 против «Хальмстада». Бени также вышел в стартовом составе и был заменён на 88-й минуте. Спустя неделю, 18 апреля, в поединке против «Мальмё», Траоре забил свой дебютный мяч в шведском чемпионате.

## Стиль игры
Быстрый и техничный игрок, способный поддерживать атаку по всему периметру штрафной площади. Кумиры футболиста — Роналдиньо и Неймар.